# Eduard Hauser (Politiker)
Eduard Hauser (* 19. Oktober 1928 in Weigheim; † 9. August 2010 in Trossingen) war ein deutscher Politiker (Die Republikaner). Von 1996 bis 2001 war er Mitglied des Landtags von Baden-Württemberg.

## Leben

### Beruflicher Werdegang
Nach seiner Schulzeit in Weigheim begann er 1943 eine Uhrmacherlehre an der Feintechnikschule in Schwenningen. 1944 unterbrach er seine Ausbildung und wurde 1945 als Luftwaffenhelfer und 1945 zum Heer einberufen. 1947 besuchte er die Höhere Handelsschule in Calw und beendete  anschließend seine Lehre an der Feintechnikschule in Schwenningen. Nach Abschluss seines Studiums an der Fachhochschule für Technik Esslingen wurde er Diplom-Ingenieur (FH) für Feinwerktechnik und Mengenfertigung. Seit 1951 war er Geschäftsführer und von 1953 bis 1998 persönlich haftender Gesellschafter der Uhrenfabrik Gebr. Hauser in Weigheim.

### Politische Karriere
Über 35 Jahre war Hauser Gemeinderat bzw. nach der Gemeindereform Ortschaftsrat in Weigheim. Früher war er Mitglied der FDP, bevor er 1987 Mitglied der Republikaner wurde. Bei dieser Partei war er Kreisvorsitzender der Kreisverbände Schwarzwald-Baar und Tuttlingen und Mitglied des Bezirksvorstandes Südbaden. Bei der Landtagswahl 1996 konnte er ein Zweitmandat im Wahlkreis 55 Tuttlingen-Donaueschingen erringen und somit in den Landtag einziehen. Er war Mitglied des Landtages vom 15. April 1996 bis zum 31. Mai 2001 und in der konstituierenden Sitzung auch Alterspräsident des Landtages.

### Mitgliedschaften
Hauser war Gründer zweier Bürgerinitiativen, Ehrenvorsitzender des FC Weigheim, Mitarbeiter im Uhrenindustriemuseum Villingen-Schwenningen und Mitglied im DAV und VDI.